# Uwe Hellmann
Uwe Hellmann (* 1955 in Lübbecke) ist ein deutscher Rechtswissenschaftler. Er war Inhaber des Lehrstuhls für Strafrecht, insbesondere Wirtschaftsstrafrecht der Universität Potsdam und verfasste als Fachautor u. a. mehrere Lehr- und Fallbücher.

## Leben und Wirken
Uwe Hellmann studierte Rechtswissenschaften an der Universität Bielefeld im Zuge der einstufigen Juristenausbildung. 1981 legte er vor dem Justizprüfungsamt in Düsseldorf das Abschlussexamen ab. Bis 1986 arbeitete Hellmann als wissenschaftlicher Mitarbeiter am Lehrstuhl von Hans Achenbach an der Universität Osnabrück, wo er 1986 mit der Schrift Die Anwendbarkeit der zivilrechtlichen Rechtfertigungsgründe im Strafrecht zum Dr. iur. promovierte und anschließend als Hochschulassistent tätig wurde. 1992 habilitierte Hellmann in Osnabrück mit der Schrift Das Neben-Strafverfahrensrecht der Abgabenordnung, die Lehrberechtigung für Strafrecht, Strafprozessrecht und Steuerstrafrecht wurde ihm verliehen. Nach Lehrstuhlvertretungen in Heidelberg, Trier und Bochum wurde er 1994 C4-Professor an der  Universität Potsdam auf dem Lehrstuhl für Strafrecht, insbesondere Wirtschaftsstrafrecht, wo er Lehrveranstaltungen zum Allgemeinen und Besonderen Teil des Strafrechts, zum Strafprozessrecht, zum Wirtschafts- und Steuerstrafrecht sowie zum Europäischen und Internationalen Strafrecht anbietet.
Hellmanns Forschungsschwerpunkte liegen im Eigentums- und Vermögensstrafrecht, Wirtschafts- und Steuerstrafrecht sowie im Strafprozessrecht. Er hat Lehrbücher zum Allgemeinen und Besonderen Teil des Strafgesetzbuchs (StGB), zum Wirtschaftsstrafrecht und zum Strafprozessrecht veröffentlicht. Ferner arbeitet er an Kommentaren zum StGB und zur Abgabenordnung mit und ist Mitherausgeber mehrerer Schriftenreihen. Hellmann war Dekan der Juristischen Fakultät der Universität Potsdam, ist langjähriges Mitglied des Hochschulsenats und ist seit Oktober 2014 dessen Vorsitzender.
Hellmann ist an mehreren Kooperationen mit ausländischen Universitäten beteiligt und Mitglied in den wissenschaftlichen Beiräten von verschiedenen in Russland erscheinenden Zeitschriften. Er ist Vorsitzender der deutschen Repräsentanz des in Russland gegründeten Verbandes der Kriminalisten und Kriminologe. Er war bis zur Gründung der Business Keeper GmbH im Aufsichtsrat der damaligen Business Keeper AG tätig und ist seit April 2021 Vertrauensmann für das BKMS® Hinweisgebersystem der Business Keeper GmbH.

## Ehrungen und Auszeichnungen
- 2014 juristische Auszeichnung Femida, die seit 1995 jährlich von der Vereinigung der russischen Juristen in Abstimmung mit den elf Spitzenverbänden der russischen Juristen vergeben wird.[2]
- 2019 Doctor honoris causa der Universität Szeged.[4]

## Werke (Auswahl)
Lehrbücher
- mit Manfred Heinrich; Volker Krey (Begr.): Strafrecht. Besonderer Teil. Band 1: Besonderer Teil ohne Vermögensdelikte. 16. Auflage. W. Kohlhammer Verlag, Stuttgart 2015.
- mit Manfred Heinrich; Volker Krey (Begr.): Strafrecht. Besonderer Teil. Band 2: Vermögensdelikte. 17. Auflage. W. Kohlhammer Verlag, Stuttgart 2015.
- mit Katharina Beckemper: Wirtschaftsstrafrecht. 4. Auflage. W. Kohlhammer Verlag, Stuttgart 2013.
- Strafprozessrecht. 2. Auflage. Springer-Verlag, Berlin 2005.

Monographien
- Das Neben-Strafverfahrensrecht der Abgabenordnung. Carl Heymanns Verlag, Köln u. a. 1995 (zugl.: Universität Osnabrück, Habilitationsschrift, 1991/92).
- Die Anwendbarkeit der zivilrechtlichen Rechtfertigungsgründe im Strafrecht. Carl Heymanns Verlag, Köln u. a. 1987 (zugl.: Universität Osnabrück, Dissertation, 1986).